# Iriothyrsa melanogma
Iriothyrsa melanogma är en fjärilsart som beskrevs av Edward Meyrick 1908. Iriothyrsa melanogma ingår i släktet Iriothyrsa och familjen säckmalar. Inga underarter finns listade i Catalogue of Life.